# Anne Chabanceau de La Barre
Pour les articles homonymes, voir De La Barre.
Anne Chabanceau de La Barre,  baptisée le 3 septembre 1628 à Paris et morte avant le 7 mars 1688 dans la même villee, st une chanteuse, luthiste, claveciniste et danseuse française. Elle est considérée comme la plus importante chanteuse française avant l'époque des tragédies lyriques, ayant joui d'une réputation internationale.

## Biographie

### Jeunesse, apprentissage et premiers concerts
Elle est le deuxième enfant de Pierre III Chabanceau de La Barre, organiste du roi Louis XIII et claveciniste de la reine Anne d'Autriche et d'Anne Descouvemont. Elle suit Charles-Henri, et précède Benjamin (né en 1630), Joseph (né en 1633) et Pierre V (né en 1635). Elle nait dans une famille où la musique est une profession depuis plusieurs générations (soit comme facteur d'orgue, soit comme interprète), et il est probable qu'elle a appris les rudiments de la musique de son père, qui maitrisait aussi les instruments que ses enfants apprenaient à jouer. Ses frères seront tous des instrumentistes réputés.
La famille vit alors rue des Fossés-Saint-Germain-l'Auxerrois et Pierre III organisa dans cette maison des concerts spirituels qui eurent très grande réputation, y compris dans la noblesse. Celui-ci s'y produisait avec des confrères célèbres et avec ses enfants. Il est probable qu'Anne a perfectionné sa technique vocale chez un maître de chant ; Pierre de Nyert et Michel Lambert, parmi les plus célèbres de ce temps, figurèrent probablement parmi ses maîtres. Ils sont également officiers du roi, et par là des collègues de son père.
Le premier témoignage connu de son talent date de 1647 : Anne chante cette année-là des airs italiens dans L'Orfeo de Luigi Rossi aux côtés du chanteur italien Atto Melani. Elle a dix-neuf ans.
Durant le second semestre de 1646, la reine Christine de Suède envoie un ambassadeur à Paris pour recruter des musiciens pour sa cour. Il a probablement rencontré Anne à cette occasion. Elle est invitée à rejoindre la cour de Suède à la fin de 1647 ou au début de 1648 ; ce qui se sut car, le 21 juillet 1648, une lettre de Constantijn Huygens lui parvient pour la prier de s'arrêter à La Haye lors de son voyage. Son père répond favorablement à la reine mais doit différer le départ de sa fille en raison des troubles de la Fronde, qui débutent à ce moment. Le voyage sera plusieurs fois remis, de sorte qu'Anne ne partira qu'à la fin de 1652.
Dans l'intervalle, outre les concerts de son père, Anne fréquente probablement les salons précieux pour s'y faire écouter, aux côtés d'un luthiste, comme le font les chanteurs Michel Lambert ou sa belle-sœur Hilaire Dupuis. Sa célébrité est telle que, à l'annonce de son départ, le poète Tristan L'Hermite et la claveciniste Mademoiselle Certain écrivent des élégies. Elle chante également aux Leçons de Ténèbres auxquelles assiste la cour et son nom figure plusieurs fois dans la Muze historique du gazettier Jean Loret. Là encore son départ est annoncé.

### Le départ vers Anvers et La Haye
Accompagnée de sa mère et de son jeune frère Joseph, organiste, Anne se met en route. Elle arrive à Anvers en octobre 1652 et y reste trois mois. À défaut d'être présentée à la cour d'Orange, elle rencontre Béatrix de Cusance, épouse du duc Charles IV de Lorraine, qui écrit dans ses lettres tout le plaisir qu'elle éprouve à l'écouter.
La famille La Barre repart ensuite vers La Haye, en janvier 1653. Elle y est accueillie par Constantijn Huygens, est présentée à la cour d'Orange, et fréquente la famille Duarte (des commerçant juifs d'origine portugaise très amateurs de musique, en correspondance avec Huygens et plusieurs interprètes français, parmi lesquels se trouvait la compositrice Leonora Duarte). Ce séjour inspire à Huygens plusieurs pièces en vers, qui donnent la mesure de son éblouissement pour la chanteuse et de son regret de la voir bientôt repartir, à la fin de février 1653.

### Stockholm, enfin

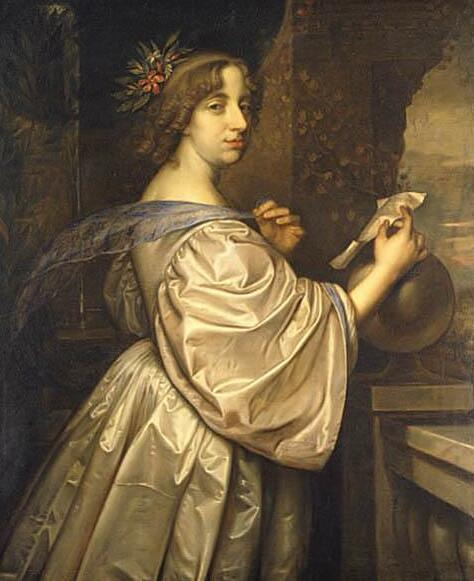
Portrait de la reine Christine de Suède (avant 1656) par David Beck

À la cour de Suède, Anne retrouve plusieurs artistes ou lettrés français que Christine de Suède avait engagés. Elle croise aussi des musiciens locaux à qui sa venue risquait de faire de l'ombre, et parmi eux des musiciens italiens. L'accueil de la reine est d'abord froid - elle avait attendu cinq ans, tout de même... - mais les qualités de chanteuse et de danseuse d'Anne finissent par lui valoir la profonde amitié de la reine, qui la fait fille d'honneur de sa cour. Quelques correspondances d'ambassadeur la décrivent elle et son frère chantant durant des soupers, des bals et autres occasions, animés par des musiciens français ou italiens. A la fin de l'année 1653, la cour se déplace à Uppsala pour échapper à la peste, et l'abdication de la reine, le 6 juin 1654, puis son départ, mettent fin de facto au séjour suédois d'Anne.

### Copenhague, Cassel et retour à Paris
Invitée par le roi Frédéric III de Danemark et de Norvège, Anne se déplace à la cour de Copenhague et s'y trouve déjà en décembre 1654, à la cour . Son épouse Sophie-Amélie de Brunswick-Calenberg l'accueille, comme elle a déjà accueilli plusieurs artistes français. Là encore, Anne est faite fille d'honneur de la cour et reçoit des appointements significatifs ; là encore elle fait des jaloux parmi les autres musiciens ; là encore son activité est relatée par des correspondances diplomatiques. Notamment, elle interprète entre juillet et août 1655 un ballet à 35 entrées dans lequel la reine intervient aussi.
Au moment où se déclare la guerre entre le Danemark et la Suède, la chapelle royale du Danemark est supprimée et Anne se déplace cette fois vers la cour de Guillaume VI de Hesse-Cassel, dit "Le Juste", qui avait visité la France entre 1644 et 1649. Elle trouve là une cour où la musique française est connue et appréciée. Mais le séjour à Cassel ne dure pas au-delà de la fin de l'année 1655 : le 11 décembre 1655 Loret relate dans sa gazette qu'Anne est déjà revenue à Paris.

## Les derniers emplois parisiens et la fin de sa vie

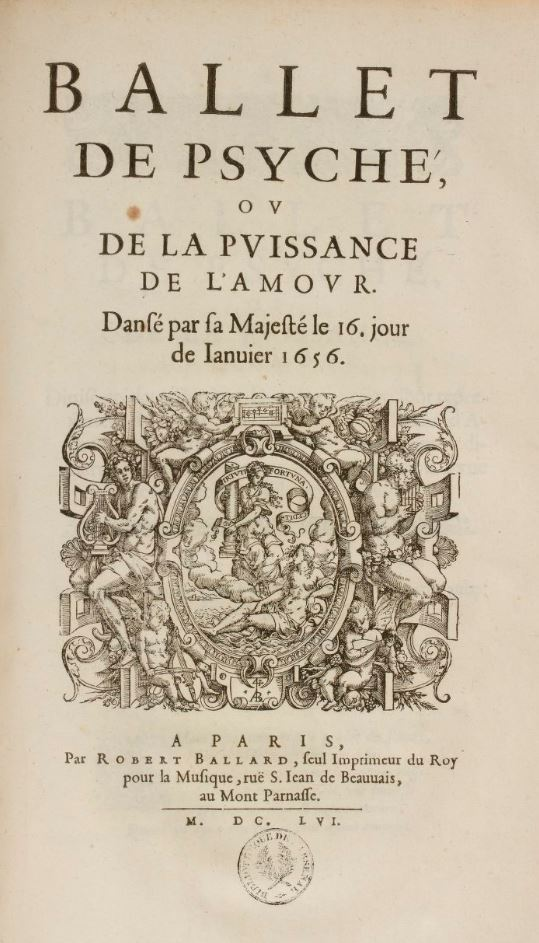
Page de titre du Ballet de Psyché d'Isaac de Benserade (1656) (c) BnF

À Paris, les grands ballets de cour, préparés notamment par Isaac de Benserade, Jean-Baptiste Lully et Jean-Baptiste Boësset, se succèdent à une fréquence à peu près  annuelle. Mascarades et ballets se succèdent, entrecoupées de récitatifs et d'airs dans lesquels les plus grands artistes donnent le meilleur d'eux-mêmes. Décors, costumes et danses donnent à toutes ces fêtes un lustre éblouissant. Ainsi, du Ballet de Psyché de 1656 au Ballet de la Naissance de Vénus de 1665, Anne se produit aux côtés de Mademoiselle Hilaire et de l'Italienne Anna Bergerotti. Elle y personnifie Diane, la Beauté ou Vénus, hommage direct à sa beauté.
Lorsqu'Anne perd son père Pierre III, le 29 mars 1656, elle est toujours "fille", c'est-à-dire non mariée. En février 1658, elle revoit Christine de Suède de passage à Paris, en l'honneur de qui le Ballet d'Alcidiane est monté.
C'est en janvier 1661 qu'Anne Chabanceau de La Barre reçoit de la Maison du Roi son brevet de musicienne ordinaire du Roi, seconde femme à en être honorée après Hilaire Dupuis (1659). Le texte du brevet, très laudatif, prévoit des gages annuels de 1200 lt, supérieurs à ceux de beaucoup de musiciens de la Chambre du Roi. Cette année encore, Anne revoit son ami hollandais Constantijn Huygens et elle fait faire son portrait par les peintres Henri et Charles Beaubrun.
De 1662 à 1669, Anne chante encore dans l'Ercole amante de Francesco Cavalli, monté aux Tuileries, dans le Ballet des Arts de 1663, jusqu'aux premières comédies-ballets de Molière et Lully, et dans le Ballet de la Naissance de Vénus de 1665. Elle chante également aux Ténèbres de la cour, où sa présence est relatée entre 1656 et 1664 par Loret ou ses continuateurs.
C'est à l'âge de 39 ans, le 28 octobre 1667, qu'Anne se marie, avec Antoine Cocquerel, sieur de Frémont, lieutenant ordinaire de la Prévôté de l'Hôtel et grand Prévost de France. Elle habitait alors rue du Sentier. Elle choisit la séparation de biens, ce qui est compréhensible dans la mesure où elle possède des biens propres gagnés dans ses voyages et ses prestations. L'inventaire de ses biens dressé à l'occasion du mariage se monte à 25.590 lt, y compris l'argenterie et les bijoux. Après ce mariage, sa carrière de chanteuse est semble-t-il close. Sa dernière apparition dans les comptes des Menus-Plaisirs du roi  date du second semestre de 1685, pour 1200 lt. Elle meurt avant le 7 mars 1688 puisqu'à cette date le reliquat de ses gages peut passer à son frère Pierre V, toujours luthiste du roi.

## Discographie
- Eclatante Amarante : a portrait of the French singer Anne Chabanceau de La Barre. Elisabeth Belgrano (chant), Lucas Harris (luth). 1 CD auto-édité, réf. EB2004. 2004.